# Айтмухаметов, Косман Каиртаевич
Косман Каирта́евич Айтмухаме́тов (29 августа 1963, с. Бестюбе, Ерментауский район, Целиноградская область — 15 июля 2020, Туркестан) — казахстанский государственный деятель, вице-министр регионального развития Республики Казахстан с июня по август 2014 года, с 21 февраля 2019 года первый заместитель акима Туркестанской области. Происходит из племени Кыпшак.

## Биография
В 1986 году окончил Акмолинский инженерно-строительный институт по специальности инженер-механик.
1986—1987 годы — преподаватель СПТУ-21, инженер по снабжению Бестюбинского АТП;
1987—1991 годы — контролёр, инженер Целиноградского грузового автоуправления;
1991—1994 годы — директор МЧП «АПС»;
1994—2001 годы — директор автобазы связи, гор. Акмола;
2001—2005 годы — заместитель директора, директор ГКП «Горкоммунхоз»;
В 2006 году окончил Казахскую государственную юридическую академию, получил степень бакалавра юриспруденции.
С июля 2006 года по декабрь 2006 года — председатель правления АО «Астана Горкоммунхоз», г. Астана;
С декабря 2006 года — 2008 годы — заместитель директора ТОО «Кредит Курылыс НС»;
2008—2009 годы — председатель правления АО «Астана Горкоммунхоз»;
2009—2013 годы — заместитель акима Акмолинской области;
2013—2014 годы — Аким Акмолинской области;
С июня по август 2014 года — вице-министр регионального развития РК;
С августа по ноябрь 2014 года — председатель Комитета по делам строительства, ЖКХ и управлению земельными ресурсами;
С ноября 2014 года — заместитель акима города Астаны.
С 21 февраля 2019 года — первый заместитель акима Туркестанской области РК.
15 июля 2020 года стало известно о смерти Космана Каиртаевича от пневмонии на фоне COVID-19.

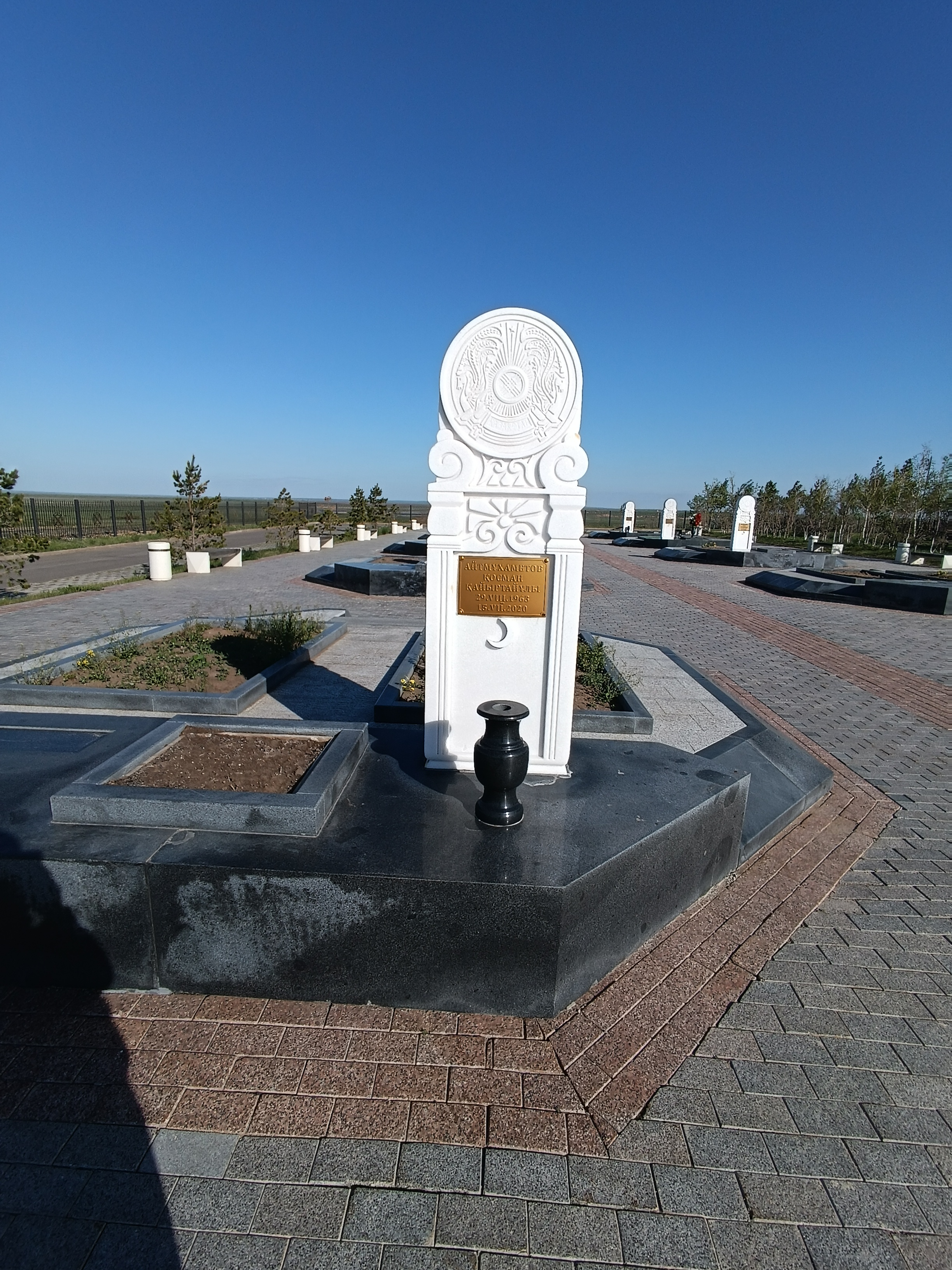

Похоронен в Национальном Пантеоне Казахстана.
В 2021 году установлен памятник в Туркестанской области.
В августе 2022 года открыт памятник-бюст Космана Айтмухаметова в городе Кокшетау.

## Награды
- Орден «Курмет» (2012).
- Медаль «20 лет Независимости Республики Казахстан» (2011)
- Медаль «10-лет Астане» (2008)[5]